# Шетца

Шетца — река в Смоленской области России.
Протекает по территории Тёмкинского района. Исток — у деревни Еськово, впадает в реку Ворю (бассейн Угры) в 72 км от её устья по правому берегу. Длина реки составляет 16 км, площадь водосборного бассейна — 39,3 км².
Вдоль течения реки расположены населённые пункты Селенского сельского поселения — деревни Еськово, Якшино, Рамоны, Перетес и Степаники.

## Данные водного реестра
По данным государственного водного реестра России относится к Окскому бассейновому округу, водохозяйственный участок реки — Угра от истока и до устья, речной подбассейн реки — Бассейны притоков Оки до впадения Мокши. Речной бассейн реки — Ока.
По данным геоинформационной системы водохозяйственного районирования территории РФ, подготовленной Федеральным агентством водных ресурсов:
- Код водного объекта в государственном водном реестре — 09010100412110000021047
- Код по гидрологической изученности (ГИ) — 110002104
- Код бассейна — 09.01.01.004
- Номер тома по ГИ — 10
- Выпуск по ГИ — 0